# Conde de Castro Daire
Conde de Castro Daire é um título nobiliárquico criado por D. Filipe III de Portugal, a 30 de Abril de 1625, em favor de D. António de Ataíde, 5.º Conde da Castanheira.
Titulares
1. D. António de Ataíde, 1.º Conde de Castro Daire, 5.º Conde da Castanheira;
2. D. Jerónimo de Ataíde, 2.º Conde de Castro Daire, 6.º Conde da Castanheira;
3. D. Jorge de Ataíde, 3.º Conde de Castro Daire.